# Massarina waikanaensis
Massarina waikanaensis är en svampart som först beskrevs av G.S. Ridl., och fick sitt nu gällande namn av Shoemaker & C.E. Babc. 1989. Massarina waikanaensis ingår i släktet Massarina och familjen Massarinaceae.   Inga underarter finns listade i Catalogue of Life.